# Sabet
Sabet is een bestuurslaag in het regentschap Aceh Jaya van de provincie Atjeh, Indonesië. Sabet telt 454 inwoners (volkstelling 2010).